# Daniel Damásio Ascensão Filipe
Daniel Damásio Ascensão Filipe (Illa de Boa Vista, 11 de desembre de 1925 - Illa de Boa Vista, 6 d'abril de 1964) va ser un poeta i periodista de Cap Verd.

## Biografia
Va néixer a l'illa de Boa Vista el 1926. Va anar a Portugal quan era un nen i més tard es graduà al Curso Geral dos Liceus i va estudiar a liceu de Portugal. Més tard esdevingué co-director del diari Notícias Bloqueio (Bloc News), col·laborant en la feina d'edició de textos. Després col·laborà amb l'Emissora Nacional en el programa literari Távola Redonda (Voice of the Emperor) i al Diário Ilustrado a partir del 1956.

## Refereències
1. ↑  «Daniel Filipe» (en portuguès).   Lisbon Library. Arxivat de l'original el 2013-04-23. [Consulta: 17 juliol 2016].
2. ↑  «Diário Ilustrado (1956-), digital copy» (en portuguès).   Hemeroteca Digital.
3. ↑  «EFEMÉRIDE: há 46 anos morria o poeta Daniel Filipe» (en portuguès). Expresso da Ilhas, 06-04-2010. Arxivat de l'original el 7 de juliol 2010. [Consulta: 17 juliol 2016].
4. ↑  «Objectos do quotidiano de Cabo Verde mostram-se em Lisboa na "Casa Fernando Pessoa"». A Semana, 25-06-2007. Arxivat de l'original el 3 de febrer 2016. [Consulta: 17 juliol 2016].